# Астерискус
Астерискус (лат. Asteriscus) — род растений семейства Астровые. Распространены в Средиземноморье, а также на Канарских островах.

## Ботаническое описание
Представители данного рода — главным образом травянистые растения, однолетние или многолетние. Размер соцветия как правило небольшой, до нескольких сантиметров в диаметре; и только у некоторых видов он достигает в диаметре 10—15 см. Имеет золотисто-желтые, маргариткоподобные цветки с желтыми лепестками и желтым центром.
Плод — семянка, то есть одногнёздный односемянной, нерастрескивающийся орешек с кожистой или деревянистой оболочкой. При этом те волоски или щетинки, которые окружали основание венчика, превращаются в хохолок, служащий как бы парашютом и позволяющий семянкам далеко разноситься по ветру (анемохория). У других же видов на конце семянки развиваются два или три шипика с обращёнными назад зубцами). Посредством этих шипиков семянки прицепляются к шерсти животных или одежде человека и таким образом разносятся на далёкое расстояние (зоохория). Сравнительно у немногих видов сложноцветных нет никаких особых приспособлений для разноса плодов. Семена сложноцветных всегда без белка, с очень маслянистыми семядолями.

## Виды
По информации базы данных The Plant List, род включает 10 видов:
- Asteriscus aquaticus (L.) Less.
- Asteriscus daltonii (Webb) Walp.
- Asteriscus graveolens (Forssk.) Less.
- Asteriscus imbricatus (Cav.) DC.
- Asteriscus intermedius (DC.) Pit. & Proust
- Asteriscus pinifolius Maire & Wilczek
- Asteriscus schultzii (Bolle) Pit. & Proust
- Asteriscus sericeus (L.f.) DC.
- Asteriscus smithii (Webb) Walp.
- Asteriscus vogelii (Webb) Walp.